# Minkah Fitzpatrick
Minkah Fitzpatrick (nacido el 17 de noviembre de 1996) es un jugador profesional estadounidense de fútbol americano que juega en la posición de free safety y actualmente milita en los Miami Dolphins luego de seis temporadas en los Pittsburgh Steelers de la National Football League (NFL).

## Biografía
Fitzpatrick asistió a la preparatoria St. Peter's Preparatory School en Jersey City, Nueva Jersey, donde practicó fútbol americano. Al finalizar la preparatoria, fue considerado como un atleta cinco estrellas y el 2.º mejor safety de la nación por Rivals.com.
Posteriormente, asistió a la Universidad de Alabama donde jugó con los Alabama Crimson Tide desde 2015 hasta 2017. Como estudiante de primer año en 2015, Fitzpatrick inició 10 de 14 juegos, perdiéndose un juego debido a una lesión. Logró 45 tacleadas, dos capturas (sacks), dos intercepciones (ambas devueltas para touchdown), 11 pases defendidos y un regreso de patada de despeje para touchdown. Fue parte del equipo de Alabama que ganó el Campeonato Nacional sobre Clemson.
En su segunda temporada en 2016, Fitzpatrick devolvió una intercepción de 100 yardas en una victoria por 49-30 sobre Arkansas. La intercepción rompió el récord de Alabama como la más larga devuelta para un touchdown. En ese mismo juego, empató los récords de Alabama de más intercepciones en un juego (3) e intercepciones devueltas para anotación por un jugador en su carrera universitaria (4). En su temporada júnior en 2017, registró 60 tacleadas totales, 1.5 capturas, una intercepción, un balón suelto forzado y siete pases defendidos. Ganó su segundo Campeonato Nacional al derrotar a Georgia por 26-23 en tiempo extra. El 11 de enero de 2018, Fitzpatrick anunció su decisión de renunciar a su último año universitario e ingresar al Draft de la NFL de 2018.

## Carrera profesional

### Miami Dolphins
Fitzpatrick fue seleccionado por los Miami Dolphins en la primera ronda (puesto 11) del Draft de la NFL de 2018. El 1 de junio de 2018, los Dolphins firmaron a Fitzpatrick con un contrato de cuatro años y $16.4 millones totalmente garantizado que incluyó un bono por firmar de $10.04 millones.
Como novato, Fitzpatrick inició 11 de 16 juegos como titular y registró 80 tacleadas, nueve pases defendidos y dos intercepciones, una de las cuales devolvió 50 yardas para touchdown ante los Minnesota Vikings en la Semana 15.
En 2019, en la Semana 1 contra los Baltimore Ravens, Fitzpatrick hizo seis tacleadas pero los Dolphins perdieron por 59-10. Después del encuentro, según los informes, Fitzpatrick solicitó ser cambiado porque sentía que estaba jugando fuera de posición y no le gustaba la dirección en la que iba la franquicia.

### Pittsburgh Steelers
El 16 de septiembre de 2019, los Dolphins canjearon a Fitzpatrick junto con sus selecciones de draft de cuarta ronda de 2020 y séptima de 2021 a los Pittsburgh Steelers, a cambio de sus selecciones de draft de primera ronda de 2020 (Austin Jackson), quinta ronda de 2020 y sexta ronda de 2021. Fitzpatrick hizo su debut con los Steelers en la Semana 3 contra los San Francisco 49ers, donde interceptó un pase a Jimmy Garoppolo y forzó un balón suelto a Raheem Mostert en la derrota por 24-20. En 16 juegos como titular durante el 2019, registró un total de 69 tacleadas, nueve pases desviados, dos balones sueltos forzados y tres recuperados (uno devuelto para anotación) y cinco intercepciones (incluyendo un touchdown), por lo que fue nombrado a su primer Pro Bowl y al primer equipo All-Pro al finalizar la temporada.
En 2020, nuevamente fue titular en los 16 juegos de la temporada regular y registró un total de 79 tacleadas, 11 pases defendidos, un balón suelto forzado y otro recuperado, y cuatro intercepciones, una de las cuales devolvió 33 yardas para touchdown ante los Cleveland Browns en la Semana 6. Al final de la temporada, fue nombrado por segunda vez consecutiva al Pro Bowl y al primer equipo All-Pro.
El 27 de abril de 2021, los Steelers tomaron la opción de quinto año en el contrato de Fitzpatrick.

## Estadísticas generales
|  | Seleccionado al Pro Bowl |

| Año   | Equipo | Juegos | Juegos | Tacleadas | Tacleadas | Tacleadas | Tacleadas | Intercepciones | Intercepciones | Intercepciones | Intercepciones | Intercepciones | Intercepciones | Balones sueltos | Balones sueltos | Balones sueltos | Balones sueltos |
| Año   | Equipo | GP     | GS     | Comb      | Total     | Ast       | Sck       | PDef           | Int            | Yds            | Avg            | Lng            | TDs            | FF              | FR              | Yds             | TDs             |
| ----- | ------ | ------ | ------ | --------- | --------- | --------- | --------- | -------------- | -------------- | -------------- | -------------- | -------------- | -------------- | --------------- | --------------- | --------------- | --------------- |
| 2018  | MIA    | 16     | 11     | 80        | 51        | 29        | 0.0       | 9              | 2              | 64             | 32.0           | 50             | 1              | 0               | 0               | --              | --              |
| 2019  | MIA    | 2      | 2      | 12        | 8         | 4         | 0.0       | 0              | --             | --             | --             | --             | --             | 1               | 1               | 0               | 0               |
| 2019  | PIT    | 14     | 14     | 57        | 36        | 21        | 0.0       | 9              | 5              | 130            | 26.0           | 96             | 1              | 1               | 2               | 79              | 1               |
| 2020  | PIT    | 16     | 16     | 79        | 60        | 19        | 0.0       | 11             | 4              | 77             | 19.25          | 37             | 1              | 1               | 1               | -1              | 0               |
| Total | Total  | 48     | 43     | 228       | 155       | 73        | 0.0       | 29             | 11             | 271            | 24.6           | 96             | 3              | 3               | 4               | 78              | 1               |

Fuente: Pro-Football-Reference.com